# حامد محمودي
حامد محمودي (بالفارسية: حامد محمودى)هو لاعب كرة قدم إيراني يلعب في مركز مدافع، بدأ حياته مع نادي استقلال خوزستان في دوري آزادغان. ويلعب حاليا مع نادي نفط مسجد سليمان.

## روابط خارجية
- حامد محمودي على موقع قاعدة بيانات كرة القدم.إي يو (الإنجليزية)